# Sender Dubník

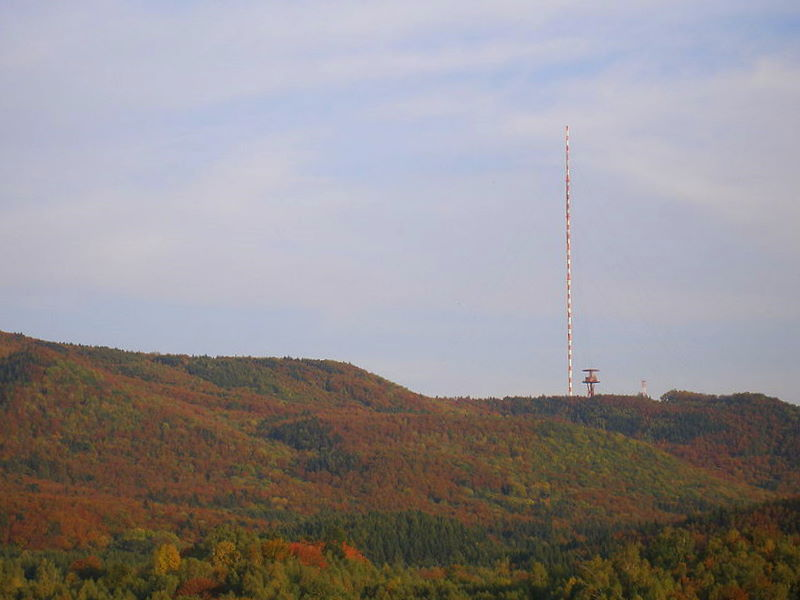
Sender Dubník (2010)

Der Sender Dubník ist eine Anlage zur Verbreitung von Fernsehen und UKW-Rundfunk auf dem 874 Meter hohen Berg Dubník auf dem Gebiet der Gemeinde Zlatá Baňa in der Slowakei. Er verwendet als Antennenträger einen 318 Meter hohen abgespannten Stahlrohrmast – das höchste Bauwerk der Slowakei. Neben dem Mast, der seinen Sendebetrieb am 24. Februar 1961 aufnahm, befindet sich ein architektonisch interessanter Fernmeldeturm.

## Abgestrahlte Programme

### FM
| Frequenz [MHz] | Programm        | ERP    | RDS      |
| -------------- | --------------- | ------ | -------- |
| 87.7           | Fun Radio       | 100.00 | FUNRADIO |
| 96.6           | Rádio Slovensko | 100.00 | _SRO_1__ |
| 98.6           | Rádio Melody    | 100.00 | _MELODY_ |
| 100.3          | Rádio Regina    | 100.00 | REGINA_V |

### TV
| Kanalnummer | Frequenz [MHz] | Programm              | Antennenhöhe | ERP    |
| ----------- | -------------- | --------------------- | ------------ | ------ |
| 6           | 175,25         | Jednotka STV (Analog) | 265 m        | 100 kW |
| 22          | 482            | DVB-T MUX 4           | 290 m        | 10 kW  |
| 23          | 490            | DVB-T2 MUX 1          | 290 m        | 18 kW  |
| 25          | 503,25         | Dvojka STV (Analog)   | 300 m        | 353 kW |
| 25          | 506            | DVB-T MUX 3           | 290 m        | 31 kW  |
| 37          | 602            | DVB-T MUX 2           | 290 m        | 22 kW  |
| 59          | 775,25         | TV Markiza (Analog)   | 300 m        | 400 kW |